# Wyspa Rędzińska

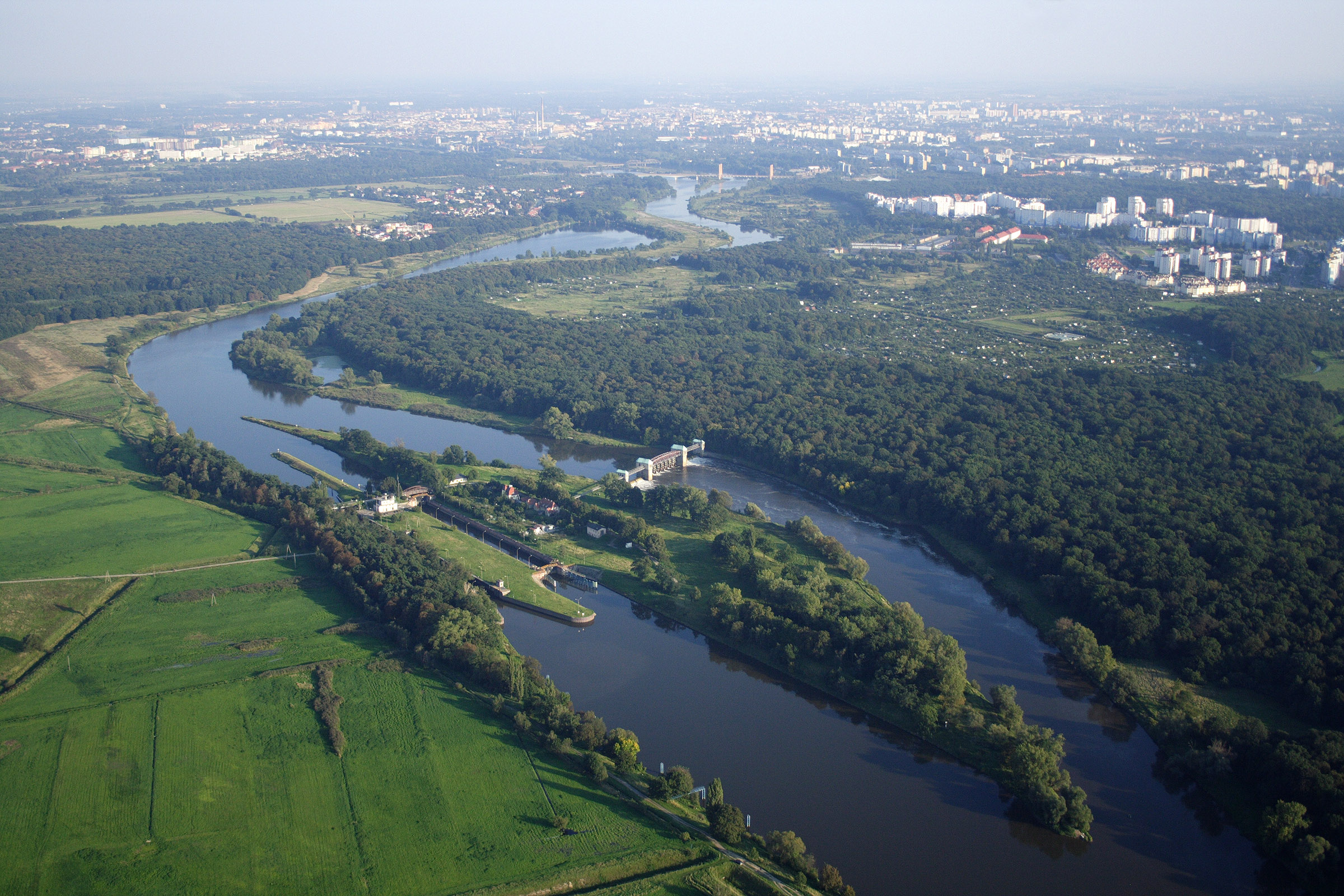
Wyspa Rędzińska, z lotu ptaka; fotografia wykonana przed rozpoczęciem budowy obwodnicy autostradowej

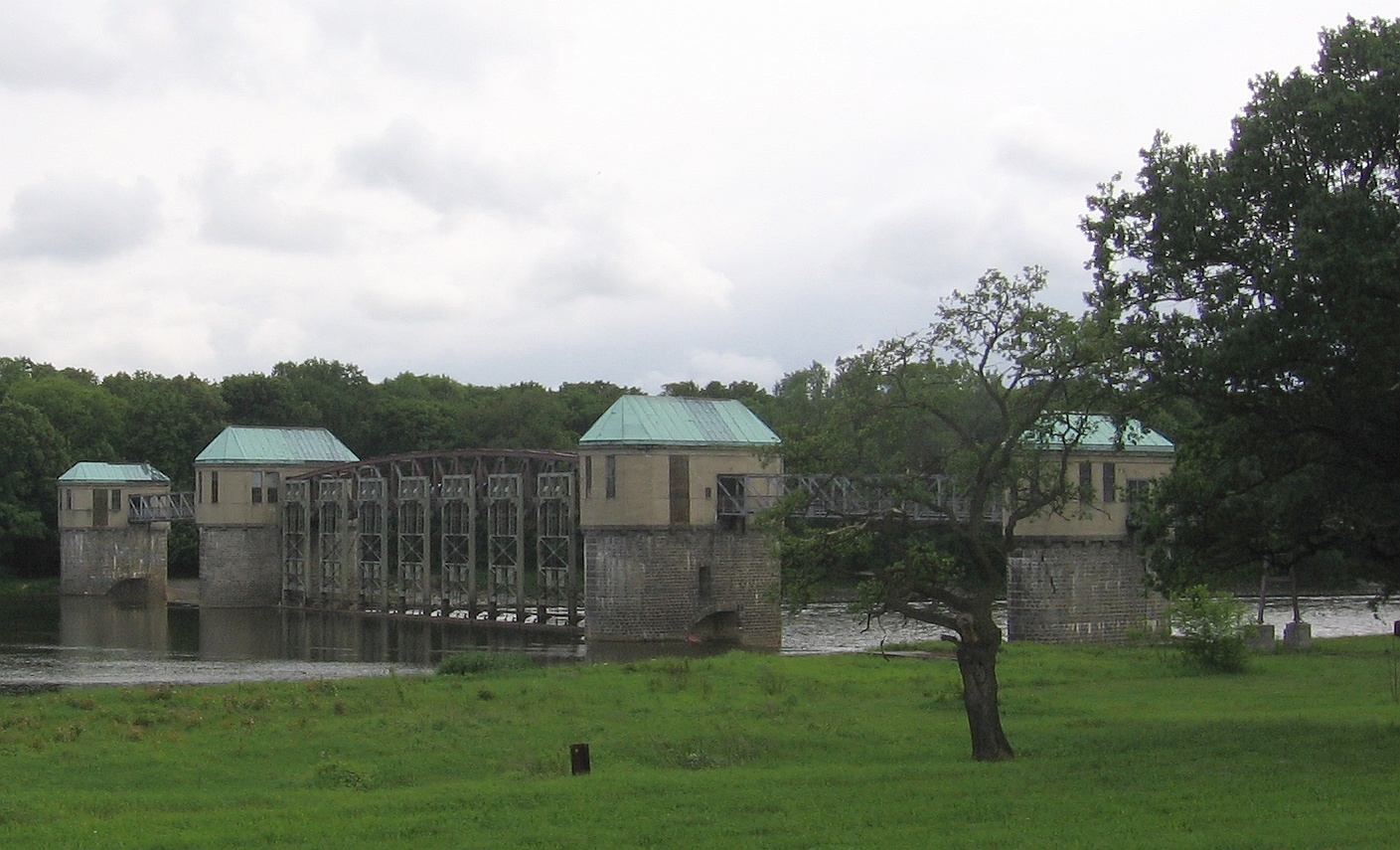
Jaz Rędzin widziany z Wyspy Rędzińskiej, w głębi lewy brzeg Odry i Las Pilczycki; fotografia wykonana przed rozpoczęciem budowy obwodnicy autostradowej

Wyspa Rędzińska – wyspa w nurcie rzeki Odry, w obrębie miasta Wrocławia, w północno-zachodniej części miasta. Wyspa połączona jest komunikacyjnie (przez ul. Piłkarzy) z prawym (północnym) brzegiem rzeki, a oddzielona od niego podwójną śluzą Rędzińską (złożoną z dwóch równoległych śluz). Z lewym brzegiem Odry i położonym na nim Lasem Pilczyckim łączy wyspę Jaz Rędzin.
Wyspa Rędzińska jest tworem sztucznym, powstałym w latach 1913–1917 w wyniku wybudowania w Rędzinie (wówczas podwrocławskiej wsi Ransern) w ramach Stopnia Wodnego Rędzin pierwszej ze Śluz Rędzińskich, która przecięła łagodne zakole rzeki i odcięła część jej prawego brzegu. Przekopany w tym celu kanał zaczyna się tuż obok Szańca Szwedzkiego (na prawym brzegu rzeki) i ponownie łączy się z rzeką poniżej śluz, niemal naprzeciw ujścia do Odry jej lewego dopływu, rzeki Ślęzy.
Nad Wyspą Rędzińską zbudowano w latach 2008–2011 Most Rędziński, będący kluczowym elementem Autostradowej Obwodnicy Wrocławia; na Wyspie zlokalizowany jest ponadstumetrowej wysokości pylon autostradowego mostu wantowego, którego całkowita długość wynosi ponad sześćset metrów, a razem z dojazdowymi estakadami – prawie dwa kilometry.
Na Wyspie, na potrzeby osób obsługujących Jaz Rędziński oraz obie śluzy, w II dekadzie XX wieku wybudowano kilka budynków, z których część jednak w 2008 roku trzeba było – w związku z budową pylonu Mostu Rędzińskiego – rozebrać.